# Fundusz Narodowego Dobrobytu Federacji Rosyjskiej

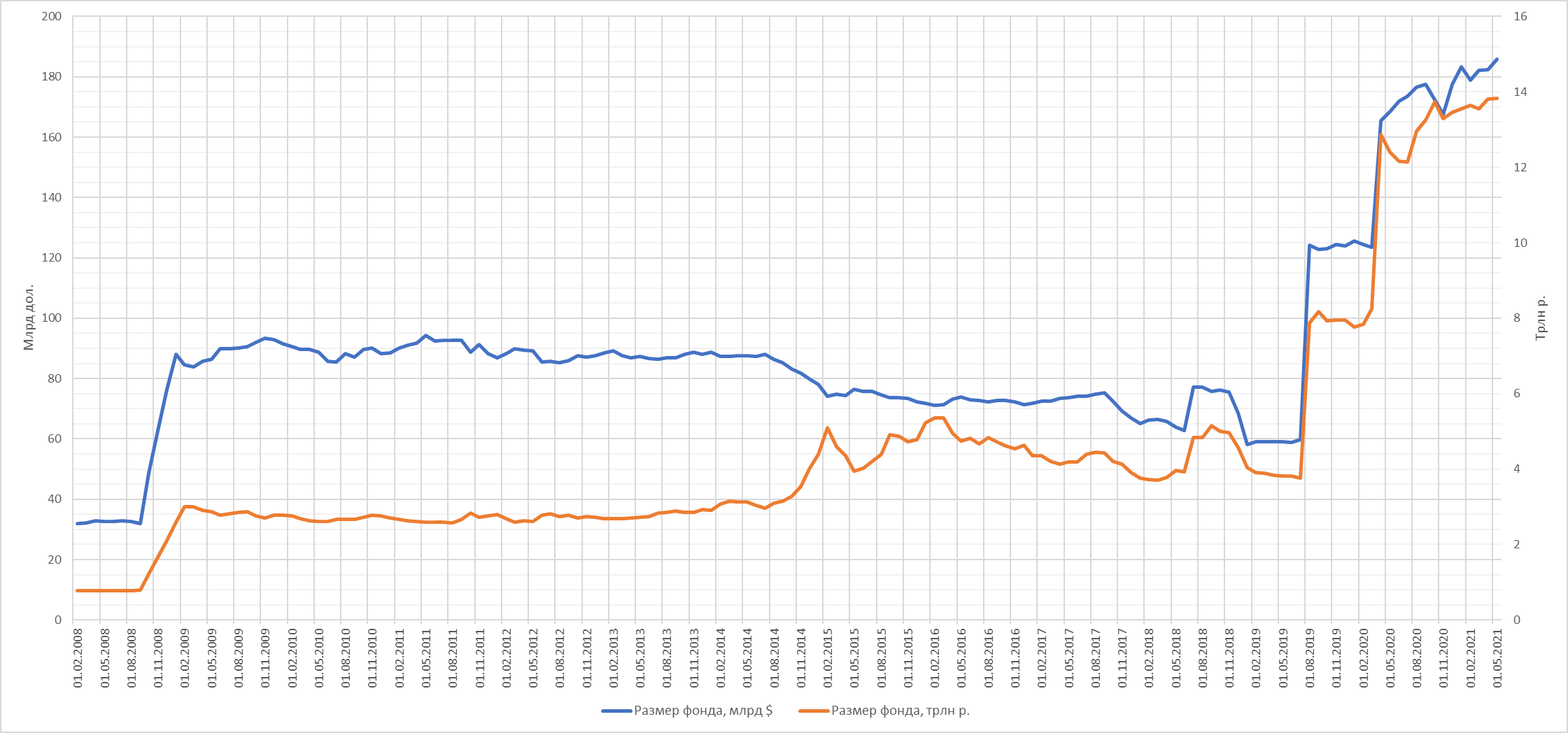
Dynamika zmian wartości Funduszu w latach 2008–2021

Fundusz Narodowego Dobrobytu Federacji Rosyjskiej (ros. Фонд национального благосостояния Российской Федерации) – fundusz rezerw kontrolowany przez rząd Rosji.
Według Ministerstwa Finansów fundusz wynosił 13,6 biliona rubli, co odpowiada 10,2% rosyjskiego produktu krajowego brutto prognozowanego na 2022 r.
Fundusz został wykorzystany do pokrycia deficytu budżetowego rosyjskiego budżetu federalnego podczas wojny przeciwko Ukrainie, a rosyjski rząd planował pokrycie deficytów budżetowych w latach 2023 i 2024 ze środków tego funduszu.
Decyzją z dnia 25 lutego 2023 Rada Unii Europejskiej nałożyła na Fundusz sankcje za finansowe wspieranie rządu Federacji Rosyjskiej, który jest odpowiedzialny za aneksję Krymu i destabilizację Ukrainy.